# Aksel M. Horsens
Aksel Martinus Horsens (født 2. maj 1898 i Ålborg, død 1. marts 1973) var en dansk forstander og godsejer.

## Baggrund og uddannelse
Aksel M. Horsens var søn af gartner J.P. Horsens (død 1957) og hustru Maren Cathrine Petersen (død 1931).
I starten var Horsens landarbejder og skibsværftsarbejder. I 1917-18 og 1918-19 deltog han i vinterophold på Gistrup Højskole og i 1919-1921 et længere højskoleophold på Gistrup Højskole.
I 1921 deltog han i vinterophold på Askov Husflidsskole.
Han blev elev på Statens Tegnelærerkursus og tog i årene 1926-1927 uddannelsen som ungdomsskolelærer fra Statens Lærerhøjskole. Han tog sløjdlæreruddannelsen fra Dansk Sløjdlærerskole.
Under sin uddannelse deltog han i studierejser til norske, svenske, tyske og østrigske opdragelseshjem.

## Karriere
I perioden fra 1921 til 1923 var Horsens lærer ved Undløse Drengehjem. Fra 1924 til 1926 var han lærer ved Tølløse Realskole.
Fra 1931 til 1948 var han medarbejder ved Statsradiofoniens børne- og ungdomsudsendelser.
Horsens blev i 1938 forstander ved fritidshjemmene for kommuneskolebørn i København og besad posten frem til 1949. I perioden fra 1947 til 1949 var han desuden inspektør ved Københavns kommunes årskursus for fritidshjemslærere.
Horsens sad i flere sogneråd, nævn og kommissioner, især inden for børne- og ungdomsarbejde.

## Godsejer
- 1947-1964 ejer af godset Fænøgård
- 1963-1973 ejer af godset Kongstedlund
- 1968-1973 ejer af Hals Nørreskov

## Udgivelser
- Hvor skal jeg anbringe mit Barn? (1935)
- Løvsavsbogen (Gjellerups Forlag, København 1945)
- diverse artikler